# جاك هارفي (سائق سيارة سباق)
جاك هارفي (بالإنجليزية: Jack Harvey)‏ هو سائق سيارة سباق بريطاني، ولد في 15 أبريل 1993 في Bassingham ‏ في المملكة المتحدة.

## الحياة المهنية
الكارتنج
بدأ هارفي مسيرته في سباقات الكارت في سن التاسعة وفي عام 2006 فاز بعدة ألقاب منها MSA Super One البريطاني بنقطة واحدة وسباق Kartmasters British Grand Prix وكلاهما في فئة ICA-J وفي عام 2007 أصبح هارفي سائقًا لفريق Maranello الإيطالي- فئة KF3 التي تم إنشاؤها حديثًا حيث انتهى به الأمر بالفوز بأربعة ألقاب بحلول نهاية العام ككأس Andrea Margutti ولقب آخر من بطولة Kartmasters وبطولة الإيطالية المفتوحة للمحترفين وأصبح بطل أوروبا في KF3.
خلال موسم 2008 وقّع هارفي مع فريق بيرل موتورسبورت كسائق KF2  وأصبح بطل آسيا والمحيط الهادئ.

## وصلات خارجية
- الموقع الرسمي
- جاك هارفي على موقع DriverDB.com (الإنجليزية)